# Vlag van Barradeel

Vlag van de gemeente Barradeel (1963-1984)

De vlag van Barradeel is op 28 juni 1963 vastgesteld als de gemeentelijke vlag van de Friese gemeente Barradeel. De vlag wordt als volgt beschreven:
De vlag is samengesteld uit drie horizontale banen in de kleuren blauw, geel en groen 1:2:1, met een witte rechthoekige broekingsdriehoek en, met de assen door de broektop en broekhoek gaande zwarte keper met rechte tophoek en een dikte gelijk aan 1/12 van de vlaghoogte.
Het ontwerp was afkomstig van de Fryske Rie foar Heraldyk en is een combinatie van een voorstelling van het gemeentewapen en de ligging van de gemeente. Het blauw stelt de lucht voor, het geel de korenschoof uit het wapen, het groen het land en het wit de zee. De keper stelt de zeedijk voor, die de gemeente beschermt.
Bij de gemeentelijke herindeling op 1 januari 1984 is Barradeel verdeeld over de drie gemeenten Franekeradeel, Harlingen en het Bildt. Een groot deel is toentertijd samen met de stad Franeker toegevoegd aan Franekeradeel. De gemeentevlag van Barradeel is hierdoor komen te vervallen. Per 1 januari 2018 zijn de gemeenten Franekeradeel en Het Bildt opgegaan in de nieuwe gemeente Waadhoeke. 

## Verwante afbeelding

Het wapen van Barradeel

Aengwirden 
· Baarderadeel 
· Barradeel 
· het Bildt 
· Bolsward 
· Boornsterhem 
· Dokkum 
· Dongeradeel 
· Doniawerstal 
· Ferwerderadeel 
· Franeker 
· Franekeradeel 
· Gaasterland 
· Gaasterland-Sloten 
· Haskerland 
· Hemelumer Oldeferd 
· Hennaarderadeel 
· Hindeloopen 
· Idaarderadeel 
· IJlst 
· Kollumerland en Nieuwkruisland 
· Leeuwarderadeel 
· Lemsterland 
· Littenseradeel 
· Menaldumadeel 
· Nijefurd 
· Oostdongeradeel 
· Rauwerderhem 
· Schoterland 
· Skarsterlân 
· Sloten 
· Sneek 
· Stavoren 
· Terschelling en Vlieland 
· Utingeradeel 
· Westdongeradeel 
· Wonseradeel 
· Workum 
· Wymbritseradeel